# Orlando Open I 2021
L’Orlando Open I 2021 è stato un torneo di tennis professionistico giocato su campi in cemento all'aperto. È stata la terza edizione del torneo (la prima del 2021) e faceva parte della categoria Challenger 80 nell'ambito dell'ATP Challenger Tour 2021. Si è svolto allo USTA National Campus di Orlando, negli Stati Uniti, dal 12 al 18 aprile 2021. In giugno si è tenuta la seconda edizione del 2021.

## Partecipanti

### Teste di serie
| Nazionalità   | Giocatore            | Ranking* | Testa di serie |
| ------------- | -------------------- | -------- | -------------- |
| Stati Uniti   | Steve Johnson        | 83       | 1              |
| Giappone      | Yasutaka Uchiyama    | 111      | 2              |
| Stati Uniti   | Mackenzie McDonald   | 119      | 3              |
| Brasile       | Thiago Seyboth Wild  | 122      | 4              |
| Stati Uniti   | Denis Kudla          | 123      | 5              |
| India         | Prajnesh Gunneswaran | 139      | 6              |
| Taipei cinese | Jason Jung           | 148      | 7              |
| Cile          | Alejandro Tabilo     | 163      | 8              |

* Ranking al 5 aprile 2021.

### Altri partecipanti
I seguenti giocatori hanno ricevuto una wild card per il tabellone principale:
- Christian Harrison
- Zane Khan
- Aleksandar Kovacevic

I seguenti giocatori sono passati dalle qualificazioni:
- Altuğ Çelikbilek
- Martin Damm
- Roberto Quiroz
- Tim van Rijthoven

## Punti e montepremi
| Torneo    | Torneo              | V     | F     | SF    | QF    | 2T  | 1T  | Q | Q2  | Q1  |
| Singolare | Punti               | 80    | 48    | 29    | 15    | 7   | 0   | 4 | 2   | 0   |
| Singolare | Premi in denaro ($) | 7 200 | 4 240 | 2 510 | 1 460 | 860 | 520 | – | 260 | 130 |
| Doppio    | Punti               | 80    | 48    | 29    | 15    | –   | 0   | – | –   | –   |
| Doppio    | Premi in denaro ($) | 3 100 | 1 800 | 1 080 | 640   | –   | 360 | – | –   | –   |

## Campioni

### Singolare
Jenson Brooksby ha sconfitto in finale  Denis Kudla con il punteggio di 6-3, 6-3.

### Doppio
Mitchell Krueger /  Jack Sock hanno sconfitto in finale  Christian Harrison /  Dennis Novikov con il punteggio di 4-6, 7-5, [13-11].